# Huit (film)
Pour les articles homonymes, voir Huit (homonymie).
Pour plus de détails, voir Fiche technique et Distribution.
Huit (en russe : Восьмёрка, Vosmiorka) est un film policier du réalisateur russe Alekseï Outchitel, qui porte à l'écran une nouvelle de l'écrivain Zakhar Prilepine : Une fille nommée Aglaé.
La première mondiale de ce film a lieu en septembre 2013, lors du 38e Festival international du film de Toronto. En Russie, la première a lieu lors du deuxième festival des débutants Dvijenie d'Omsk, en avril 2014, où ce film a ouvert le festival .
Le titre du film est suivi du slogan publicitaire: L'amour sans freins,.

## Synopsis
Un hiver la veille de l'an 2000. Une petite ville provinciale en Russie. Gera est un jeune policier de l'OMON. Chorokh, Lykov et Grekh sont ses trois amis préférés. L'amour de Gera pour la femme protégée par un gangster provoque une lutte mortelle des quatre amis contre les bandits qui terrorisent toute une ville.

## Fiche technique
- Titre français : Huit[4]
- Titre original : russe : Восьмёрка, Vosmiorka
- Titre anglais : Break Loose
- Réalisation : Alekseï Outchitel
- Scénario : Zakhar Prilepine, Alexandre Mindadze
- Société de production : Rock Films
- Pays :  Russie
- Genre : policier, drame
- Budget : 4 millions de $[5]
- Durée : 85 minutes

## Distribution
- Alexeï Mantsyguine : Gera
- Vilma Koutavitchiote : Aglaé
- Arthur Smolianinov : Bouts
- Alexandre Novine : Lykov
- Artiom Bystrov : Grekh
- Pavel Vorojtsov : Chorokh
- Sergueï Puskepalis : commandant de l'OMON
- Irina Pegova : la femme de Grekh
- Zakhar Prilepine : taximan

## Dénomination du film

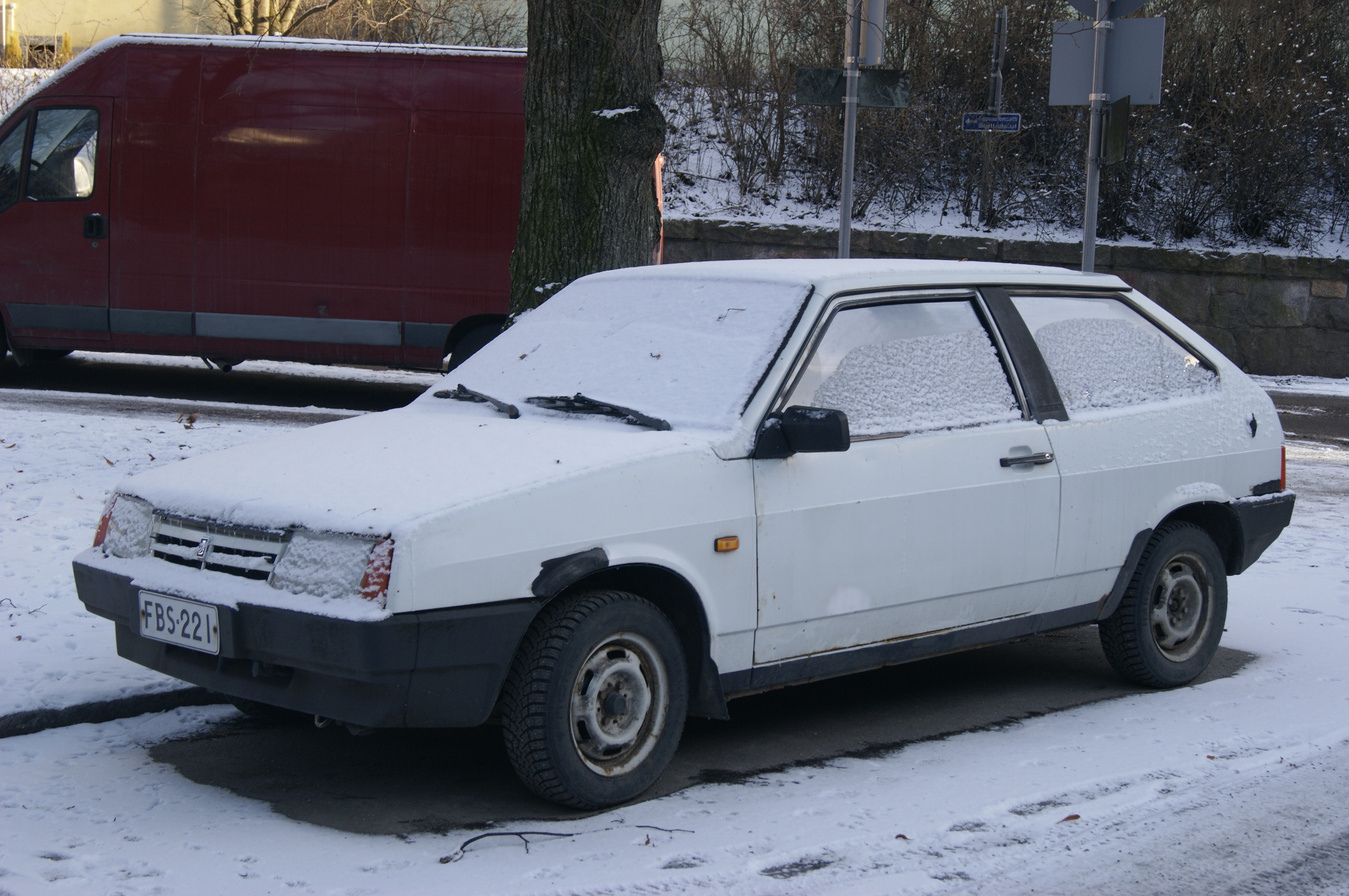
auto Lada Vosmiorka 8

« Le prototype de la ville dans lequel se passe le film peut être n'importe quelle ville moyenne de Russie. Le surnom de 8 pour le type de véhicule populaire de marque Lada est fréquent ces dernières années. Le 8 est aussi symbole de l'infini. Les héros sont à l'aube du XXIe siècle et que faut-il emporter dans le nouveau siècle ? C'est la question philosophique que je me pose. La prochaine frontière c'est l'étranger » (Alexeï Outchitel)
Le nom du film Huit et de la nouvelle dont il a été tiré vient du modèle de voiture populaire « LADA Samara » (dite aussi Spoutnik BAS-2108 (ru)), que l'on surnommait Une huit et dans laquelle les héros se déplacent dans la ville. À Toronto, le film est sorti sous le nom de Break Loose (qui signifie: Casser la chaîne ou Sans freins), parce qu'en anglais le nom du chiffre Huit n'est pas clair pour le public. Le réalisateur fait remarquer que dans le titre Break loose apparaît le désir des héros de se libérer, de s'émanciper, ce qui est très important pour le sens du film.

## Création

### Préparation du tournage
Le réalisateur Alexeï Outchitel a étudié le récit Vosmiorka (en français : Une fille nommée Aglaé) de Zakhar Prilepine, avant de tourner le film. Il décide de réaliser son film et s'adresse à Prilepine pour qu'il écrive le scénario. Mais ce dernier refuse « parce que cette nouvelle était terminée pour lui, c'était du passé et il ne voulait plus s'exciter là-dessus ». On sait aussi que son récit est basé sur une histoire personnelle. C'est finalement Alexandre Mindadze qui a écrit le scénario. Outchitel avait déjà travaillé avec lui pour le film Le Cosmos comme pressentiment. Mais Zakhar Prilepine a participé malgré tout aux discussions sur les détails du casting.

### Tournage
Le tournage a lieu à Sestroretsk dans l'Usine Kirov à Saint-Pétersbourg. L'usine Kirov, selon son directeur, est une ville complète avec même son propre chemin de fer. C'est une ville sombre semblable à toutes les villes. L'équipe de tournage a pu filmer de nuit sans être dérangée . Pour la boite de nuit Djogui c'est le Centre d'art contemporain Sergueï Kouriokhina à Saint-Pétersbourg qui a servi de décor.
Une cinquantaine de combattants de l'OMON de Saint-Pétersbourg ont pris part au tournage comme figurants. La scène dans laquelle la police anti-émeute tente de maintenir la foule a été tournée comme un documentaire. La police devait empêcher une foule de 700 personnes de franchir un cordon de policiers et le réalisateur avait demandé à la foule de tenter de la franchir à tout prix.
C'est le chef opérateur Yuri Klimenko (en), de concert avec Outchitel pour les six dernières scènes, qui a dirigé le tournage. Le jeune opérateur Alexandre Demianenko a participé au tournage avec la seconde caméra.
Dans un des épisodes du début du film c'est Zakhar Prilepine qui joue le petit rôle de chauffeur. Le réalisateur Outchitel voulait simplement donner à l'écrivain un rôle symbolique dans la mise à l'écran de son récit, mais Prilepine s'est avéré être un excellent acteur, qui a beaucoup d'humour et un grand sens du comique .

## Critique
Le critique de cinéma Anton Doline voit dans la confrontation romantique entre des policiers de l'OMON et des voyous involontaires, un résumé de la vie russe du XXe siècle. Il considère que Huit est un des meilleurs films d'Alexseï Outchitel. Énergique, dynamique, actuel. De l'érotisme, des courses de voitures, de la bagarre, de l'adrénaline à l'état pur . Le critique souligne également l'excellent travail de l'opérateur Yuri Klimenko.
Le journaliste du journal Sovesednik, Konstantin Bakanov, note, quant à lui, qu'il y a une grande différence entre le livre de Prilepine et le film. Il remarque aussi qu'Outchitel a tenté de s'éloigner de l'image des voyous véhiculée par les innombrables séries télévisées .

## Récompenses et censure
- Le film Huit a été projet dans la section monde du cinéma contemporain au Festival international du film de Toronto en 2013 sous le titre en anglais Break Loose.

- Le film est interdit de projection en Ukraine[12],[13],[14].